# South Jordan
South Jordan je město v okresu Salt Lake County ve státě Utah ve Spojených státech amerických. K roku 2010 zde žilo 50 418 obyvatel. S celkovou rozlohou 57,3 km² byla hustota zalidnění 880 obyvatel na km². Leží 29 kilometrů jižně od Salt Lake City v údolí Salt Lake Valley.